# Guillermo Sara
Guillermo Sara (Santa Fe, 30 settembre 1987) è un ex calciatore argentino, di ruolo portiere.

## Palmarès

### Club

#### Competizioni nazionali
- Campionato argentino: 3

Boca Juniors: 2015, 2016-2017, 2017-2018